# Max Hünninghaus
Max Hünninghaus (* 30. Juli 1885 in Herbede; † 17. Februar 1974 ebenda) war Landtagsabgeordneter der FDP
Hünninghaus war Bauer und während der Zeit des Nationalsozialismus Kreisbauernführer. Nach dem Zweiten Weltkrieg schloss er sich der FDP an. Für diese Partei war er 1946 Mitglied des Provinzialrates für Westfalen und 1946 bis 1947 Mitglied des ernannten Landtages von Nordrhein-Westfalen. Für seine Verdienste, unter anderem als Kreislandwirt, wurde ihm 1960 das Verdienstkreuz 1. Klasse des Verdienstordens der Bundesrepublik Deutschland verliehen.